# Celia Weston
Celia Weston (Spartanburg, 14 de desembre de 1951) és una actriu de teatre, cinema i televisió estatunidenca. Va rebre una nominació a l'Independent Spirit a la millor actriu secundària per la seva actuació en Pena de mort (1995), i també va fer papers secundaris a més de 40 pel·lícules, incloent L'enginyós senyor Ripley (1999), A l'habitació (2001), Hulk (2003), i The Village (2004). A la televisió, és coneguda pel seu paper com Jolene Hunnicutt en la sitcom Alice (1981–85) a la CBS.

## Biografia
Weston va començar la seva carrera en escena, fent el seu a debut a Broadway el 1979. Després d'un paper recurrent en el fulletó diari Ryan's Hope, es va unir al repartiment de la sitcom Alice (CBS) com Jolene Hunnicutt. La sèrie va acabar el 1985. Weston més tard va afirmar que el seu paper a Alice va obstaculitzar la seva carrera al cinema. Tot i que inicialment va refusar el paper, va admetre que "els diners eren tan fenomenals que ho vaig fer." Anys més tard, Weston va actuar en les pel·lícules independents. Va ser nominada a l'Independent Spirit a la millor actriu secundària pel seu paper com a Mary Beth Percy en el drama de 1995, Dead Man Walking davant de Susan Sarandon. També va rebre una nominació al Premi Tony per la seva actuació en la comèdia The Last Night of Ballyhoo (1997).
Weston va tenir molts papers secundaris en pel·lícules durant la seva carrera. Els anys 2000, va fer papers de convidada a Law & Order: Special Victims Unit, Frasier i Desperate Housewives. De 2010 a 2011 va coprotagonitzar amb Jason Lee i Alfre Woodard la comèdia Memphis Beat.
Més tard va tenir papers recurrents a Modern Family i American Horror Story: Freak Show.

## Vida personal
Weston va néixer a Spartanburg, Carolina del Sud. És llicenciada per la Salem College a Winston-Salem, Carolina del Nord i la University of North Carolina School of the Arts.

## Filmografia

### Cinema
| Any  | Títol                                               | Paper                | Notes                                                                                        |
| ---- | --------------------------------------------------- | -------------------- | -------------------------------------------------------------------------------------------- |
| 1981 | Disbauxa a l'autopista (Honky Tonk Freeway)         | Grace                |                                                                                              |
| 1989 | Lost Angels                                         | Felicia Doolan Marks |                                                                                              |
| 1991 | El petit Tate (Little Man Tate)                     | Miss Nimvel          |                                                                                              |
| 1995 | Pena de mort (Dead Man Walking)                     | Mary Beth Percy      | Nominada—Independent Spirit a la millor actriu secundària                                    |
| 1995 | Unstrung Heroes                                     | Amelia               |                                                                                              |
| 1996 | Flirtejant amb el desastre (Flirting with Disaster) | Valerie Swaney       |                                                                                              |
| 1998 | Celebrity                                           | Dee Bartholemew      |                                                                                              |
| 1999 | L'enginyós senyor Ripley (The Talented Mr. Ripley)  | tia Joan             |                                                                                              |
| 1999 | Snow Falling on Cedars                              | Etta Heine           |                                                                                              |
| 1999 | Cavalca amb el diable (Ride with the Devil)         | Mrs. Clark           |                                                                                              |
| 2000 | Penjades (Hanging Up)                               | Madge Turner         |                                                                                              |
| 2001 | K-Pax                                               | Doris Archer         |                                                                                              |
| 2001 | Cors a l'Atlàntida (Hearts in Atlantis)             | Alana Files          |                                                                                              |
| 2001 | A l'habitació (In the Bedroom)                      | Katie Grinnel        | Nominada—Screen Actors Guild Award for Outstanding Performance by a Cast in a Motion Picture |
| 2002 | Lluny del cel (Far from Heaven)                     | Mona Lauder          |                                                                                              |
| 2002 | Igby Goes Down                                      | Bunny                |                                                                                              |
| 2003 | Runaway Jury                                        | Mrs. Brandt          |                                                                                              |
| 2003 | Hulk                                                | Mrs. Krensler        |                                                                                              |
| 2003 | How to Lose a Guy in 10 Days                        | Glenda               |                                                                                              |
| 2004 | The Village                                         | Vivian Percy         |                                                                                              |
| 2004 | Resurrection                                        | Mother               | curt                                                                                         |
| 2005 | Junebug                                             | Peg                  |                                                                                              |
| 2007 | Sense reserves (No Reservations)                    | Mrs. Peterson        |                                                                                              |
| 2007 | Invasió (The Invasion)                              | Mrs. Belicec         |                                                                                              |
| 2007 | Joshua                                              | Hazel Cairn          |                                                                                              |
| 2009 | After.Life                                          | Beatrice Taylor      |                                                                                              |
| 2009 | The Box                                             | Lana Burns           |                                                                                              |
| 2009 | Observe and Report                                  | Mom                  |                                                                                              |
| 2010 | Knight and Day                                      | Molly Knight         |                                                                                              |
| 2010 | The Extra Man                                       | Meredith Lagerfeld   |                                                                                              |
| 2010 | Happy Tears                                         | Neighbor             |                                                                                              |
| 2011 | Demoted                                             | Jane                 |                                                                                              |
| 2013 | Quad                                                | Arlene               |                                                                                              |
| 2014 | Goodbye to All That                                 | Joan                 |                                                                                              |
| 2015 | The Intern                                          | Doris                |                                                                                              |
| 2016 | In the Radiant City                                 | Susan Yurley         |                                                                                              |
| 2017 | Freak Show                                          | Florence             |                                                                                              |
| 2019 | Millor que mai                                      |                      |                                                                                              |

### Televisió
| Any       | Títol                             | Paper                  | Notes                           |
| --------- | --------------------------------- | ---------------------- | ------------------------------- |
| 1980      | Ryan's Hope                       | Gloria D'Angelo        | Paper recurrent                 |
| 1981–1985 | Alice                             | Jolene Hunnicut        | 90 episodis                     |
| 1999      | ER                                | Infermera Practitioner | Episodi: "Middle of Nowhere"    |
| 2001      | Law & Order: Special Victims Unit | Margaret Talmadge      | Episodi: "Stolen"               |
| 2003      | Out of Order                      | Carrie                 | 6 episodis                      |
| 2004      | Frasier                           | Sue                    | Episodi: "The Detour"           |
| 2005      | Law & Order: Criminal Intent      | Joanne Dexler          | Episodi: "Beast"                |
| 2008      | Desperate Housewives              | Adele Delfino          | Episodi: "Mother Said"          |
| 2010–2011 | Memphis Beat                      | Paula Ann Hendricks    | 16 episodis                     |
| 2010–2014 | Modern Family                     | Barbara Tucker         | 4 episodis                      |
| 2013      | Under The Dome                    | Mrs. Moore             | Episodi: "Outbreak"             |
| 2014      | Psych                             | Mrs. Trout             | Episodi: "S.E.I.Z.E. the Day"   |
| 2014–2015 | American Horror Story: Freak Show | Lillian Hemmings       | 5 episodis                      |
| 2016      | Vice Principals                   | Mrs. Libby             | 2 episodis                      |
| 2016      | The Blacklist                     | Lady Ambrosia          | Episodi: Lady Ambrosia (No. 77) |